# Miljan Zeković
Miljan Zeković (Nikšić, 15 de novembro de 1925 - 10 de dezembro de 1993) foi um futebolista e treinador iugoslavo que atuava como defensor.

## Carreira
Miljan Zeković fez parte do elenco da Seleção Iugoslava de Futebol, na Copa do Mundo de  1954.